# Тамара Тјуни
Тамара Тјуни (енгл. Tamara Tunie; Меккиспорт, Пенсилванија, 14. март 1959) је америчка филмска и телевизијска глумица. Најпознатија је по улози др Мелинде Ворнер у серији Ред и закон: Одељење за специјалне жртве.